# Altmarkit
Altmarkit (Kaemmel & al. 1977) je minerál ze soustavy čtverečné. HgPb2, ze skupiny amalgamů, který tvoří nálety a kůry.

## Vlastnosti
- Fyzikální - Hustota 12,1 (vypočtená), štěpnost není patrná, lom hákovitý, taje při 145 °C.
- Chemické - Stříbřitě bílý, nabíhá do šeda, lesk kovový.
- Optické -

## Naleziště
- Německo – Altmark nálety a kůry o síle několika milimetrů až centimetrů na kovových armaturách na plynovém ložisku spolu s ryzím Pb, Hg a amalgamem olova.